# Израел на Олимпијским играма
Израел се први пут појавио на Олимпијским играма 1952. године, када је на играма у Хелсинкију учествовало 13 спортиста, 11 фудбалера и два бициклиста. 
Израел није никада био домаћин олимпијских игара. Национални олимпијски комитет Израела је основан 1933. а признат од стране Међународног олимпијског комитета 1952. године. 
Од 1952. године па надаље Израел је слао своје спортисте на све Летње олимпијске игре осим 1980. када се придружио неким од земаља које су бојкотовале олимпијске игаре које су се одржавале у Москви.
На Зимским олимпијским играма Израел је први пут учествовао 1994. године и од тада су његови спортисти учествовали на свим наредним одржаним зимским олимпијадама.
На Летњим олимпијским играма одржаним 1972. у Минхену 11 чланова олимпијске селекције је било у олимпијском селу убијено у догађају познатом као Минхенски масакр од стране палестинске терористичке организације Црни септембар. 
У периоду од 1952. па до 2008. године спортисти из Италије су освојили укупно 9 олимпијских медаља, од којих је једна златна свих седам су са Летњих олимпијских игара. Са Зимских олимпијских игара Израел нема још ни једну медаљу.

## Медаље

### Освојене медаље на ЛОИ
| Учешће и освојене медаље Израела на ЛОИ |                        |                        |                        |                        |                        |                        |                        |                        |                        |                        |
| ЛОИ                                     | Носилац заставе        | Учешће                 | Муш.                   | Жене                   | спорт.                 | Злато                  | Сребро                 | Бронза                 | Укупно                 | Ранг                   |
| 1936. Берлин                            | Израел није учествовао | Израел није учествовао | Израел није учествовао | Израел није учествовао | Израел није учествовао | Израел није учествовао | Израел није учествовао | Израел није учествовао | Израел није учествовао | Израел није учествовао |
| 1948. Лондон                            | Израел није учествовао | Израел није учествовао | Израел није учествовао | Израел није учествовао | Израел није учествовао | Израел није учествовао | Израел није учествовао | Израел није учествовао | Израел није учествовао | Израел није учествовао |
| 1952. Хелсинки                          |                        |                        |                        |                        |                        | 0                      | 0                      | 0                      | 0                      |                        |
| 1956. Мелбурн и Стокхолм                |                        |                        |                        |                        |                        | 0                      | 0                      | 0                      | 0                      |                        |
| 1960. Рим                               |                        |                        |                        |                        |                        | 0                      | 0                      | 0                      | 0                      |                        |
| 1964. Токио                             |                        |                        |                        |                        |                        | 0                      | 0                      | 0                      | 0                      |                        |
| 1968. Мексико Сити                      |                        |                        |                        |                        |                        | 0                      | 0                      | 0                      | 0                      |                        |
| 1972. Минхен                            |                        |                        |                        |                        |                        | 0                      | 0                      | 0                      | 0                      |                        |
| 1976. Монтреал                          |                        |                        |                        |                        |                        | 0                      | 0                      | 0                      | 0                      |                        |
| 1980. Москва                            | Израел није учествовао | Израел није учествовао | Израел није учествовао | Израел није учествовао | Израел није учествовао | Израел није учествовао | Израел није учествовао | Израел није учествовао | Израел није учествовао | Израел није учествовао |
| 1984. Лос Анђелес                       |                        |                        |                        |                        |                        | 0                      | 0                      | 0                      | 0                      |                        |
| 1988. Сеул                              |                        |                        |                        |                        |                        | 0                      | 0                      | 0                      | 0                      |                        |
| 1992. Барселона                         |                        |                        |                        |                        |                        | 0                      | 1                      | 1                      | 2                      |                        |
| 1996. Атланта                           |                        |                        |                        |                        |                        | 0                      | 0                      | 1                      | 1                      |                        |
| 2000. Сиднеј                            |                        |                        |                        |                        |                        | 0                      | 0                      | 1                      | 1                      |                        |
| 2004. Атина                             |                        |                        |                        |                        |                        | 1                      | 0                      | 1                      | 2                      |                        |
| 2008. Пекинг                            |                        |                        |                        |                        |                        | 0                      | 0                      | 1                      | 1                      |                        |
| 2012. Лондон                            |                        |                        |                        |                        |                        | 0                      | 0                      | 0                      | 0                      |                        |
| 2016. Рио де Жанеиро                    |                        |                        |                        |                        |                        | 0                      | 0                      | 2                      | 2                      |                        |
| 2020. Токио                             |                        |                        |                        |                        |                        |                        |                        |                        |                        |                        |
| 2024. Париз                             |                        |                        |                        |                        |                        |                        |                        |                        |                        |                        |
| 2028. Лос Анђелес                       | предстојећи догађај    |                        |                        |                        |                        |                        |                        |                        |                        |                        |
| 2032. Бризбејн                          | предстојећи догађај    |                        |                        |                        |                        |                        |                        |                        |                        |                        |
| Укупно                                  |                        |                        |                        |                        |                        | 1                      | 1                      | 7                      | 9                      |                        |

### Освајачи медаља на ЛОИ
| Бр. | Медаља | Име            | Игре                 | Спорт        | Дисциплина | Ж | М |
| --- | ------ | -------------- | -------------------- | ------------ | ---------- | - | - |
| 1.  |        | Гал Фридман    | Атина 2004.          | Једрење      | Мистрал    | − | м |
| 1.  |        | Yael Arad      | Барселона 1992.      | Џудо         | до 61 кг   | ж | − |
| 1.  |        | Орен Смадја    | Барселона 1992.      | Џудо         | до 71 кг   | − | м |
| 2.  |        | Гал Фридман    | Атланта 1996.        | Једрење      | Мистрал    | − | м |
| 3.  |        | Мајкл Колганов | Сиднеј 2000.         | Кајак и кану | К-1 500 м  | − | м |
| 4.  |        | Ariel Zeevi    | Атина 2004.          | Џудо         | до 100 кг  | − | м |
| 5.  |        | Shahar Tzuberi | Пекинг 2008.         | Једрење      | Мистрал    | − | м |
| 6.  |        | Јарден Герби   | 2016. Рио де Жанеиро | Џудо         | до 63 кг   | ж | − |
| 7.  |        | Ор Сасон       | 2016. Рио де Жанеиро | Џудо         | + 100 кг   | − | м |

### Освојене медаље на ЗОИ
| Учешће и освојене медаље Израела на ЗОИ |                        |                        |                        |                        |                        |                        |                        |                        |                        |                        |
| ЛОИ                                     | Носилац заставе        | Учешће                 | Муш.                   | Жене                   | спорт.                 | Злато                  | Сребро                 | Бронза                 | Укупно                 | Ранг                   |
| 1936. Гармиш-Партенкирхен               | Израел није учествовао | Израел није учествовао | Израел није учествовао | Израел није учествовао | Израел није учествовао | Израел није учествовао | Израел није учествовао | Израел није учествовао | Израел није учествовао | Израел није учествовао |
| 1948. Санкт Мориц                       | Израел није учествовао | Израел није учествовао | Израел није учествовао | Израел није учествовао | Израел није учествовао | Израел није учествовао | Израел није учествовао | Израел није учествовао | Израел није учествовао | Израел није учествовао |
| 1952. Осло                              | Израел није учествовао | Израел није учествовао | Израел није учествовао | Израел није учествовао | Израел није учествовао | Израел није учествовао | Израел није учествовао | Израел није учествовао | Израел није учествовао | Израел није учествовао |
| 1956. Кортина д'Ампецо                  | Израел није учествовао | Израел није учествовао | Израел није учествовао | Израел није учествовао | Израел није учествовао | Израел није учествовао | Израел није учествовао | Израел није учествовао | Израел није учествовао | Израел није учествовао |
| 1960. Скво Вали                         | Израел није учествовао | Израел није учествовао | Израел није учествовао | Израел није учествовао | Израел није учествовао | Израел није учествовао | Израел није учествовао | Израел није учествовао | Израел није учествовао | Израел није учествовао |
| 1964. Инзбрук                           | Израел није учествовао | Израел није учествовао | Израел није учествовао | Израел није учествовао | Израел није учествовао | Израел није учествовао | Израел није учествовао | Израел није учествовао | Израел није учествовао | Израел није учествовао |
| 1968. Гренобл                           | Израел није учествовао | Израел није учествовао | Израел није учествовао | Израел није учествовао | Израел није учествовао | Израел није учествовао | Израел није учествовао | Израел није учествовао | Израел није учествовао | Израел није учествовао |
| 1972. Сапоро                            | Израел није учествовао | Израел није учествовао | Израел није учествовао | Израел није учествовао | Израел није учествовао | Израел није учествовао | Израел није учествовао | Израел није учествовао | Израел није учествовао | Израел није учествовао |
| 1976. Инзбрук                           | Израел није учествовао | Израел није учествовао | Израел није учествовао | Израел није учествовао | Израел није учествовао | Израел није учествовао | Израел није учествовао | Израел није учествовао | Израел није учествовао | Израел није учествовао |
| 1980. Лејк Плесид                       | Израел није учествовао | Израел није учествовао | Израел није учествовао | Израел није учествовао | Израел није учествовао | Израел није учествовао | Израел није учествовао | Израел није учествовао | Израел није учествовао | Израел није учествовао |
| 1984. Сарајево                          | Израел није учествовао | Израел није учествовао | Израел није учествовао | Израел није учествовао | Израел није учествовао | Израел није учествовао | Израел није учествовао | Израел није учествовао | Израел није учествовао | Израел није учествовао |
| 1988. Калгари                           | Израел није учествовао | Израел није учествовао | Израел није учествовао | Израел није учествовао | Израел није учествовао | Израел није учествовао | Израел није учествовао | Израел није учествовао | Израел није учествовао | Израел није учествовао |
| 1992. Албервил                          | Израел није учествовао | Израел није учествовао | Израел није учествовао | Израел није учествовао | Израел није учествовао | Израел није учествовао | Израел није учествовао | Израел није учествовао | Израел није учествовао | Израел није учествовао |
| 1994. Лилехамер                         |                        |                        |                        |                        |                        | 0                      | 0                      | 0                      | 0                      |                        |
| 1998. Нагано                            |                        |                        |                        |                        |                        | 0                      | 0                      | 0                      | 0                      |                        |
| 2002. Солт Лејк Сити                    |                        |                        |                        |                        |                        | 0                      | 0                      | 0                      | 0                      |                        |
| 2006. Торино                            |                        |                        |                        |                        |                        | 0                      | 0                      | 0                      | 0                      |                        |
| 2010. Ванкувер                          |                        |                        |                        |                        |                        | 0                      | 0                      | 0                      | 0                      |                        |
| 2014. Сочи                              |                        |                        |                        |                        |                        |                        |                        |                        |                        |                        |
| 2018. Пјонгчанг                         |                        |                        |                        |                        |                        |                        |                        |                        |                        |                        |
| 2022. Пекинг                            |                        |                        |                        |                        |                        |                        |                        |                        |                        |                        |
| 2026. Милано и Кортина                  | предстојећи догађај    |                        |                        |                        |                        |                        |                        |                        |                        |                        |
| 2030. Француски Алпи                    | предстојећи догађај    |                        |                        |                        |                        |                        |                        |                        |                        |                        |
| 2034. Солт Лејк Сити                    | предстојећи догађај    |                        |                        |                        |                        |                        |                        |                        |                        |                        |
| Укупно                                  |                        |                        |                        |                        |                        | 0                      | 0                      | 0                      | 0                      |                        |